# Криволуцкий, Дмитрий Александрович
Дмитрий Александрович Криволуцкий (4 октября 1939, Москва — 30 октября 2004, Москва) — советский и российский почвенный зоолог, эколог и биогеограф, член-корреспондент РАН (1991).

## Биография
Дмитрий Александрович Криволуцкий родился в Москве в семье географов Криволуцкого Александра Евгеньевича и Гришиной Лидии Ивановны. В 1957 году поступил на биолого-почвенный факультет МГУ, который окончил в 1962 году. После окончания университета работал в Институте морфологии животных имени А. Н. Северцова АН СССР (1962—1997). В 1965 году защитил кандидатскую диссертацию, в 1977 — докторскую. Возглавлял лабораторию биоиндикации ИЭМЭЖ
С 1974 по 1984 год преподавал на кафедре биогеографии географического факультета МГУ. С 1988 по 2004 год был заведующим кафедрой.
7 декабря 1991 года был избран членом-корреспондентом РАН по специальности «экология». С 2002 по 2004 год руководил Институтом паразитологии РАН.
Входил в редколлегии двух российских и трёх зарубежных журналов.
Похоронен на Даниловском кладбище в Москве.

## Вклад в науку
Открыл 100 новых для науки видов панцирных клещей и около 1000 новых для фауны России и бывшего СССР. Внёс вклад в теорию жизненных форм организмов, разработав систему морфо-экологических типов панцирных клещей.
Был координатором ряда Всесоюзных и международных конференций по почвенной зоологии.
Преподавал в МГУ биогеографию, основы биологии, биогеографию почв, биоразнообразие и биоиндикацию, зоологию. Опубликовал свыше 450 трудов, включая 20 монографий и учебников.

## Основные труды
- Криволуцкий Д. А. Морфо-экологические типы панцирных клещей (Acariformes, Oribatei) // Зоологический журнал. — 1965. — Т. 44, вып. 8. — С. 1168—1181. — ISSN 0044-5134.
- Криволуцкий Д. А. Экологическая специализация и формообразование у панцирных клещей // Зоологический журнал. — 1968. — Т. 47, вып. 6. — С. 820—827. — ISSN 0044-5134.
- Криволуцкий Д. А. Зональное распределение панцирных клещей (Oribatei) в почвах СССР // Бюлл. МОИП, отд. биол.. — 1968. — Т. 73, вып. 6. — С. 29—34.
- Второв П. П., Криволуцкий Д. А. Панцирные клещи восточной Киргизии // Pedobiologia.. — 1968. — Т. 8. — С. 123—133..
- Криволуцкий Д. А. Современные представления о жизненных формах  животных // Экология. — 1971. — № 3. — С. 19—25.
- Криволуцкий Д. А. Панцирные клещи в почвах СССР // . — Дис. докт. биол.наук. — М., 1975. — 351 с.
- Криволуцкий Д. А. Панцирные  клещи как индикатор почвенных условий // Зоология беспозвоночных (почвенная зоология). — М.: ВИНИТИ АН СССР, 1978. — Т. 5. — С. 70—134.
- Гиляров М. С., Криволуцкий Д. А. Жизнь в почве. — М.: Молодая гвардия, 1985. — 191 с. — (серия «Эврика»). — 100 000 экз.
- Криволуцкий Д. А., Покаржевский А. Д., Сизова М. Г. Почвенная фауна в кадастре животного мира. — Ростов н/Д.: Изд-во Ростовск. гос. ун-та, 1985. — 96 с.
- Криволуцкий Д. А., Покаржевский А. Д. Введение в биогеоценологию. — М.: Изд-во МГУ, 1990. — 102 с.
- Криволуцкий Д. А., Друк А. Я., Эйтминавичюте И. С., Ласкова Л. М., Карпинен Е. Ископаемые панцирные  клещи. — Вильнюс: Мокслас, 1990. — 108 с.
- Криволуцкий Д. А. Почвенная фауна в экологическом контроле. — М.: Наука, 1994. — 268 с.
- Криволуцкий Д. А., Мяло Е. Г., Огуреева Г. Н. География биологического разнообразия // Вестн. МГУ. Сер. 5, География. — 1998. — № 4. — С. 81—86.
- Лебедева Н. В., Дроздов Н. Н., Криволуцкий Д. А. Биоразнообразие и методы его оценки. — М.: Изд-во МГУ, 1999. — С. 93.

## Награды и признание
Был удостоен ряда наград и премий:
- Государственная премия СССР (1980);
- Медаль «За спасение погибавших» (1987 — как ликвидатор последствий Чернобыльской аварии, 2002);
- Медаль ордена «За заслуги перед Отечеством» 2 степени (1999)[3];
- Премия Правительства РФ (1996);

Входил в состав редакционной коллегии авторитетных научных изданий:
- «Экология»;
- «Вестник Московского университета. Серия География»;
- «Охрана природы и ландшафта» (Швейцария);
- «Прикладная экология почвы» (Голландия).

Являлся членом научных обществ:
- Член-корреспондент РАН (1991, Секция химических и медико-биологических наук — экология)[7];
- Действительный член РАЕН и Экологической академии (2002);
- Действительный член Международного союза радиоэкологии (Бельгия);
- Член Нью-Йоркской академии наук;
- Член Национального географического общества (США);
- Член-корреспондент Энтомологического общества Финляндии.